# Bobôs
Bobôs são um povo da África Ocidental que está distribuído em territórios dos atuais Burquina Fasso e Mali. Ocupam seus territórios desde cerca de 800, mas considera-se que são originários de territórios ao norte, pois a língua bobô pertence ao tronco mandê. Durante o reinado de Sundiata Queita, eram considerados os "melhores do mundo" e seus arqueiros eram usados no exército do Império do Mali com quem seu rei manteve aliança.